# Мюльбах-им-Пинцгау
Мюльбах-им-Пинцгау (нем. Mühlbach im Pinzgau) — посёлок в Австрии, в федеральной земле Зальцбург. 
Входит в состав округа Целль-ам-Зе.